# Хърбърт Спенсър
Хърбърт Спенсър (на английски: Herbert Spencer) (27 април 1820 – 8 декември 1903) е английски философ, известен политически теоретик на класическия либерализъм и социологически теоретик от Викторианската епоха.
Спенсър развива всеобхватна концепция за еволюцията като прогресивно развитие на физическия свят, биологичните организми, човешкия интелект, култура и общество. Бидейки многостранно развит, Спенсър дава своя принос в широк спектър от теми от различни области – етика, религия, политика, философия, биология, социология и психология. Имал е огромно влияние в английската академия по време на неговата работа и писане. През 1902 е номиниран за Нобелова награда по литература. 
Спенсър е широко известен като автор на фразата „оцеляване на най-приспособения“, изказана в Принципи на биологията (1864) след прочитане Произход на видовете на Чарлз Дарвин.  Терминът има отношение към „естествения отбор“.

## Политически възгледи
Възгледите на Спенсър циркулират през 21 век заради политическите теории и забележителни атаки върху реформистките течения от края на 19 век. Той е смятан за предшественик на либертарианците и философските анархисти. Спенсър твърди, че държавата не е институция от съществено значение и че ще отпадне когато доброволната организация на пазара замени принудителните и насилнически аспекти на държавата. 